# طاووس تایوانی (پروانه)
طاووس تایوانی (پروانه)(نام علمی: Papilio hoppo) نام یک گونه از تیره پروانه‌های دم‌چلچله‌ای است.